# Sheopur
Sheopur è una suddivisione dell'India, classificata come municipality, di 55.026 abitanti, capoluogo del distretto di Sheopur, nello stato federato del Madhya Pradesh. In base al numero di abitanti la città rientra nella classe II (da 50.000 a 99.999 persone).

## Geografia fisica
La città è situata a 25° 40' 0 N e 76° 42' 0 E e ha un'altitudine di 228 m s.l.m..

## Società

### Evoluzione demografica
Al censimento del 2001 la popolazione di Sheopur assommava a 55.026 persone, delle quali 29.023 maschi e 26.003 femmine. I bambini di età inferiore o uguale ai sei anni assommavano a 9.561, dei quali 5.058 maschi e 4.503 femmine. Infine, coloro che erano in grado di saper almeno leggere e scrivere erano 31.122, dei quali 19.097 maschi e 12.025 femmine.